# Photoscotosia atrifasciata
Photoscotosia atrifasciata là một loài bướm đêm trong họ Geometridae.